# Хорхе Семпрун
Хорхе Семпрун Маура (шп. Jorge Semprún; Мадрид, 10. децембар 1923 – Париз, 7. јун 2011) је био шпански књижевник и политичар који је највећи део живота провео у Француској, где је написао већину својих дела. У време диктатуре Франсиска Франка, од 1953. до 1962. године, Семпрун је илегално живео у Шпанији и радио као један од организатора Комунистичке партије Шпаније, али је 1964. године искључен из партије. Био је министар културе у шпанској социјалистичкој влади од 1988. до 1991. године.

## Рани живот и образовање
Рођен је 10. децембра 1923. године у Мадриду. Његова мајка је била најмлађа кћерка Антонија Маура, петоструког премијера Шпаније, а отац је био либерални политичар и дипломата Републике Шпаније током Шпанског грађанског рата.